# Arturo Torres
Arturo „Car’ecacho/Doctor en fútbol” Torres Carrasco (ur. 20 października 1906 r. w Coronel, zm. 20 kwietnia 1987 r. w Santiago) – chilijski piłkarz grający na pozycji pomocnika. Mierzył 168 centymetrów, ważył 73 kilogramy.

## Życiorys
Ten piłkarz do dziś jest idolem kibiców CSD Colo-Colo i Deportes Magallanes. Występował również w Uniónie Maestranza, Comercialu Talcahuano, Evertonie (Chile), Deportivo Ñuñoa oraz Audaxie Italiano. Jako zawodnik czterokrotnie wywalczył mistrzostwo Chile.
Torres stał się jednym z niewielu chilijskich piłkarzy, którzy po zakończeniu kariery postawili na zawód trenera. Szkolił między innymi zawodników Colo-Colo oraz Deportes Magallanes. Tym samym do swojej kolekcji trofeów dołączył kolejny tytuł mistrzowski. Poprzednie cztery wywalczył będąc grającym trenerem.

## Kariera reprezentacyjna
Podczas przypadającej na lata 1928–1937 kariery reprezentacyjnej występował na takich imprezach, jak igrzyska olimpijskie 1928, mistrzostwa świata 1930 oraz Copa América w latach 1935 i 1937.

## Osiągnięcia
- 5 razy mistrzostwo Chile: jako grający trener 3 razy z Deportes Magallanes (1933, 1934, 1935) i raz z Colo-Colo (1937); jako trener raz z Colo-Colo (1944)